# Saint-Hilaire (Puy-de-Dôme)
Saint-Hilaire ist eine französische Gemeinde mit 146 Einwohnern (Stand 1. Januar 2022) im Département Puy-de-Dôme in der Region Auvergne-Rhône-Alpes (vor 2016 Auvergne). Die Gemeinde gehört zum Arrondissement Riom und zum Kanton Saint-Éloy-les-Mines (bis 2015 Pionsat).

## Lage
Saint-Hilaire liegt etwa 52 Kilometer nordwestlich von Riom und etwa 62 Kilometer nordwestlich von Clermont-Ferrand. An der südwestlichen Gemeindegrenze verläuft das Flüsschen Mousson, im Norden der Boron. Umgeben wird Saint-Hilaire von den Nachbargemeinden Saint-Fargeol im Norden, Pionsat im Norden und Osten, Saint-Maigner im Osten und Südosten, Bussières im Süden, Saint-Maurice-près-Pionsat im Süden und Südwesten, Château-sur-Cher im Westen sowie Saint-Marcel-en-Marcillat im Nordwesten.

## Bevölkerungsentwicklung
| Jahr                       | 1962 | 1968 | 1975 | 1982 | 1990 | 1999 | 2006 | 2013 |
| Einwohner                  | 403  | 374  | 313  | 272  | 211  | 185  | 198  | 180  |
| Quellen: Cassini und INSEE |      |      |      |      |      |      |      |      |

## Sehenswürdigkeiten
- Kirche Saint-Hilaire